# Paweł Falaciński
Paweł Falaciński (ur. 1977) – polski inżynier, doktor habilitowany nauk technicznych. Specjalizuje się w budownictwie hydrotechnicznym i zawiesinach twardniejących. Profesor Zakładu Budownictwa Wodnego i Hydrauliki Wydziału Instalacji Budowlanych, Hydrotechniki i Inżynierii Środowiska Politechniki Warszawskiej.

## Życiorys zawodowy
Studia inżynierskie na Wydziale Inżynierii Środowiska Politechniki Warszawskiej ukończył w 2002 (praca magisterska: Możliwości i warunki wykorzystania odpadów budowlanych do budowy inżynierskich konstrukcji ziemnych). Stopień doktorski uzyskał w 2006 na podstawie pracy pt. Przepuszczalność hydrauliczna zawiesin twardniejących z dodatkiem popiołów fluidalnych, przygotowanej pod kierunkiem prof. Zbigniewa Kledyńskiego. Habilitował się w 2018 na podstawie oceny dorobku naukowego i rozprawy pt. Odporność filtracyjna zawiesin twardniejących z popiołami fluidalnymi w warunkach agresji chemicznej.
Swoje prace publikował w takich czasopismach jak m.in. „Archives of Environmental Protection”, „Gospodarka Wodna”, „Archives of Civil Engineering” oraz „Inżynieria i Ochrona Środowiska”.
Od 2011 jest członkiem Sekcji Konstrukcji Hydrotechnicznych Komitetu Inżynierii Lądowej i Wodnej PAN.